# Ньюнан
Ньюнан (англ. Newnan) — город в США, в штате Джорджия, административный центр округа Ковета. Является одним из наиболее быстрорастущих городов Джорджии.

## География и климат
Город расположен в западной части штата Джорджия, примерно в 30 милях к юго-западу от Атланты. По данным Бюро переписи населения США площадь города составляет 46,9 км², из них примерно 0,5 км² (1,1 %) занимают открытые водные поверхности.
Климат Ньюнана характеризуется как довольно тёплый, субтропический. Самый тёплый месяц года — июль, средняя температура которого составляет 26 °C; самый холодный месяц — январь, со средней температурой 6 °C. Наиболее влажный месяц — март с нормой 129,3 мм осадков; наиболее засушливый месяц — октябрь, с нормой 82,6 мм. Рекордно высокая температура (41 °C) была зафиксирована в 2012 году, а рекордно низкая (-22 °C) отмечалась в 1985 году.

## Население
По данным переписи 2010 года население Ньюнана составляет 33 039 человек, что делает его 26-м по величине городом штата. Рост населения по сравнению с переписью 2000 года составил 103,4 %.
По данным прошлой переписи 2000 года население города насчитывало 16 242 человека. Плотность населения — около 350 чел/км². Расовый состав: белые (54,08 %); афроамериканцы (42,15 %); коренные американцы (0,20 %); азиаты (0,73 %); жители островов Тихого океана (0,02 %); представители других рас (1,59 %) и представители двух и более рас (1,23 %). Латиноамериканцы всех рас составляют 4,96 % населения.
27,8 % населения города — лица в возрасте младше 18 лет; 10,4 % — от 18 до 24 лет; 31,9 % — от 25 до 44 лет; 18,2 % — от 45 до 64 лет и 11,7 % — 65 лет и старше. Средний возраст населения — 32 года. На каждые 100 женщин приходится 91,1 мужчин. На каждые 100 женщин в возрасте старше 18 лет — 87,5 мужчин.
Средний доход на домохозяйство — $36 142; средний доход на семью — $43 243. Средний доход на душу населения — $19 081. Примерно 17,6 % семей и 19,7 % населения проживали за чертой бедности.
Динамика численности населения города по годам:
| 1940 | 1950 | 1960   | 1970   | 1980   | 1990   | 2000   | 2010   |
| ---- | ---- | ------ | ------ | ------ | ------ | ------ | ------ |
| 7186 | 8218 | 12 169 | 11 205 | 11 449 | 12 497 | 16 242 | 33 039 |

## Известные уроженцы
- Алан Джексон — американский автор-исполнитель, в стиле кантри